# L'Absence (film, 1992)
Pour les articles homonymes, voir L'Absence.
Pour plus de détails, voir Fiche technique et Distribution.
L'Absence (titre original : Die Abwesenheit) est un film franco-germano-espagnol réalisé par Peter Handke, sorti en 1992.

## Synopsis
Quête initiatique de plusieurs personnages à travers des univers désolés.

## Fiche technique
- Titre original : Die Abwesenheit
- Titre français : L'Absence
- Réalisation : Peter Handke
- Assistants : Mathieu Amalric, Friedhelm Mayer, Valérie Mégard
- Scénario : Peter Handke, d'après son roman homonyme
- Décors : José Maria Branco
- Photographie : Agnès Godard
- Son : Hartmut Eichgrün
- Montage : Peter Przygodda
- Musique : Leo Mariño et Jean-Paul Mugel
- Production : Paulo Branco, Ulrich Felsberg, Adrian Lipp et Wim Wenders
- Production exécutive : Ulrich Felsberg
- Sociétés de production :
  -  Gemini Filmproduktion GmbH, Road Movies Filmproduktion, Westdeutscher Rundfunk
  -  Marea Films
  -  Canal+, La Sept Cinéma, Spica Productions
- Société de distribution : Amorces Diffusion
- Pays d'origine :  France -  Allemagne -  Espagne
- Langue originale : allemand
- Format : couleurs (Eastmancolor) — 35 mm — 1,66:1 — son Dolby
- Dates de sortie : 
  -  Italie : septembre 1992 (Biennale de Venise)
  -  France : 20 janvier 1993
  -  Allemagne : 24 février 1994

## Distribution
- Eustaquio Barjau : l'écrivain
- Jeanne Moreau : la femme de l'écrivain
- Alex Descas : le soldat
- Bruno Ganz : le joueur
- Sophie Semin : la jeune femme
- Jenny Alpha
- Evgen Bavcar
- Luc Bondy
- Arielle Dombasle

## Accueil
« Romancier, auteur de théâtre, Peter Handke a souvent réussi pourtant, et dans le style le plus dépouillé, à éclairer de quelques mots simples, de quelques silences, nos zones les plus obscures. Ici, il faut attendre les dix dernières minutes pour être enfin touché. En gros plan, Jeanne Moreau, souriante et blessée, dresse le constat d'une vie de couple gâchée. Elle est belle, lumineuse, si simple, si vraie. Son désespoir tranquille donne, in extremis, à ce film une étincelle de vie. »

— Fabienne Pascaud, Télérama, janvier 1993